# Straßenbahn Phillipsburg–Port Murray
Die Straßenbahn Phillipsburg–Port Murray war ein Überlandstraßenbahnbetrieb im Warren County im US-Bundesstaat New Jersey. Er existierte von 1906 bis 1925. Die normalspurige Strecke war 27,55 Kilometer lang und verband die Orte Phillipsburg, Washington und Port Murray. Betrieben wurde die Bahn mit 585 Volt Gleichstrom.

## Geschichte
Am 31. Mai 1902 wurde die Easton and Washington Traction Company gegründet, die eine normalspurige, elektrische Überlandbahn von Easton (Pennsylvania) über Washington und Hackettstown bis nach Morris County bauen wollte. Baubeginn war im Januar 1906 und am 16. September 1906 wurde die Strecke von Phillipsburg bis Port Murray fertiggestellt, nachdem bereits in den Wochen zuvor bis Washington und dann bis Port Colden gefahren worden war. Die Endstelle in Phillipsburg befand sich zunächst an der Kreuzung Center Street/Thomas Street, wurde jedoch kurz darauf an die Kreuzung South Main Street/Sitgreaves Street verlegt.
Die Strecke führte also von der South Main Street durch die Sitgreaves Street, Center Street, Thomas Street und ab deren östlichem Ende auf einem eigenen Bahnkörper, auf dem heute in etwa die Walnut Street liegt, parallel zur Eisenbahnstrecke der Delaware, Lackawanna and Western Railroad über Stewartsville bis zur Morris Avenue (Route 57). Entlang dieser Landstraße verlief die Strecke weiter auf eigenem Bahnkörper durch New Village und Broadway nach Washington, und weiter über Port Colden und wieder parallel zur Eisenbahn bis Port Murray. Der Betriebshof mit einer viergleisigen Wagenhalle befand sich in Port Colden, das Kraftwerk der Bahn lag in Washington. Im Berufsverkehr wurde alle 30 Minuten, sonst stündlich gefahren. Die Fahrzeit für die Gesamtstrecke lag bei 55 Minuten.
Die weiteren Pläne zur Verlängerung nach Easton und ins Morris County wurden nicht verwirklicht. Auch eine Mitbenutzung der Gleise der Straßenbahn Phillipsburg, die auf der South Main Street an der Endstelle der Bahn vorbeiführten, kam nicht in Betracht, da diese eine andere Spurweite aufwiesen. Jedoch wurde auch nach der Umspurung dieses Betriebs auf Normalspur 1913 keine Gleisverbindung eingebaut. Zur Straßenbahn Phillipsburg bestand ab 1907 auch an der Center Street (heute Roseberry Street) eine Umsteigemöglichkeit, da hier ab diesem Jahr auf der gegenüberliegenden Seite der Eisenbahn deren Nordlinie endete.
Am 29. Oktober 1910 kaufte die Northampton Traction Company die Bahngesellschaft, die gleichzeitig in Northampton–Easton and Washington Traction Company umbenannt wurde. Die Northampton verwaltete mehrere Straßenbahnbetriebe in Pennsylvania. Sie plante nun neue Strecken von Washington aus in die Bezirkshauptstadt Belvidere sowie nach Clinton zu bauen, sowie die Hauptstrecke über Port Murray hinaus bis Port Morris zu verlängern. Keiner dieser Pläne wurde jedoch umgesetzt. Stattdessen wurde noch 1921 die Trasse auf einem Teil der Morris Avenue von Seiten- in Mittellage verlegt.
Am 26. April 1923 versteigerte die Northampton Traction Company die Bahn und verkaufte sie an die am 16. Mai 1923 aufgestellte New Jersey Interurban Company. Diese versuchte, den wirtschaftlich maroden Betrieb zu modernisieren. Sie verkaufte das Depot der Bahn und baute in Broadway eine neue, zweigleisige Abstellhalle. Dennoch konnte sie die Bahn nicht wirtschaftlich betreiben und stellte daher den Betrieb am 27. Januar 1925 ein.

## Fahrzeuge
Die Bahn besaß im Eröffnungsjahr 1906 die fünf geschlossenen, vierachsigen Triebwagen 2, 4, 6, 8 und 10, die von der Waggonfabrik Wason gebaut wurden. Ein sechster Wagen wurde ca. 1910 von der Northampton Traction Company gebraucht hinzugekauft. Daneben existierten ein Schneepflug, ein Arbeitswagen sowie ein Flachgüterwagen. Die Fahrzeuge waren dunkelgrün gestrichen.